# هجوم سان كانتان فالافييه 2015
الهجوم الذي استهدف معملا للغاز في بلدية سان كانتان فالافييه قرب مدينة ليون في فرنسا يوم 26 يوليو 2015 أدى لمقتل شخص واحد وإصابة ما لا يقل عن 12 شخصا.